# Steven Quale
Steven Quale (Evanston, 30 novembre 1965) è un regista, sceneggiatore, montatore e direttore della fotografia statunitense.

## Carriera
Ha iniziato la sua carriera di regista nel 1988, scrivendo e dirigendo un cortometraggio intitolato Darkness. Nel 2002 dirige il film per la televisione Inferno di fuoco con D.B. Sweeney. Nella sua carriera ha collaborato molto con James Cameron, soprattutto curando gli effetti visivi di molti suoi film, tra cui Avatar, e nel 2005 dirige assieme a lui il documentario di fantascienza Aliens of the Deep. Nel 2011 dirige Final Destination 5, quinto capitolo della fortunata saga horror.

## Filmografia

### Regista
- Darkness (1981) - cortometraggio
- Inferno di fuoco (Superfire) (2002)
- Aliens of the Deep (2005) - con James Cameron
- Final Destination 5 (2011)
- Into the Storm (2014)
- Renegades - Commando d'assalto (Renegades) (2017)